# João Antônio de Miranda
João Antônio de Miranda (Rio de Janeiro, 23 de dezembro de 1805 — 1 de novembro de 1861) foi um político brasileiro.
Filho de João António Rodrigues de Miranda e Úrsula Maria do Sacramento.
Foi deputado geral, presidente das províncias do Ceará de 15 de fevereiro de 1839 a 3 de fevereiro de 1940 e do Pará de 20 de fevereiro de 1840 a 5 de novembro de 1840 e senador do Império do Brasil, de 1855 a 1861.